# 3831-es mellékút (Magyarország)
A 3831-es számú mellékút egy bő 6 kilométeres hosszúságú, négy számjegyű mellékút Szabolcs-Szatmár-Bereg vármegye középső-északi részén; Demecser központját köti össze Székely községgel és a térség legfontosabb feltáró útjának számító 4-es főúttal.

## Nyomvonala
A 3827-es útból ágazik ki, annak a 11+150-es kilométerszelvénye közelében, Demecser központjában. Dél felé indul, Szent István út néven, majd mintegy 600 méter után keresztezi a Budapest–Záhony-vasútvonal vágányait, Demecser vasútállomás térségének délnyugati szélénél. A síneket elhagyva már külterületen halad; pár száz méterrel arrébb átszeli a Lónyai-főcsatorna folyását, majd ritkásan beépített külterületek közt folytatódik.
A negyedik kilométerétől mintegy 5-600 méteren át a különálló Borzsova városrész főutcáját képezi, Székelyi út néven, majd 4,9 kilométer után átlépi Demecser és Székely határát. 5,4 kilométer után keresztezi a 4-es főutat, annak 296+500-as kilométerszelvénye közelében, nem sokkal arrébb pedig eléri Székely első házait, melyek között a Veres Péter út nevet veszi fel. Így is ér véget, Székely központjában, beletorkollva a 4114-es útba, annak a 700-as méterszelvénye közelében.
Teljes hossza, az országos közutak térképes nyilvántartását szolgáló kira.kozut.hu adatbázisa szerint 6,332 kilométer.

## Települések az út mentén
- Demecser
- Székely

## Története
Székelyen a 2000-es évek derekáig a 4-es főúthoz csatlakozott: abban az időben, 2005-2006 táján adták át a főút e települést elkerülő szakaszát, s a régi, korábban e községen is keresztülvezető nyomvonal azt követően kapott mellékúti hátrasorolást, illetve azóta visel önálló útszámozást is.